# American Horror Story: Coven
Truyện kinh dị Mỹ: Hội phù thủy (tựa gốc: American Horror Story - Coven) là mùa thứ ba của loạt phim kinh dị truyền ngắn American Horror Story của kênh FX. Mùa phim ra mắt ngày 9 tháng 10 năm 2013 và kết thúc ngày 29 tháng 1 năm 2014. Nội dung phim xảy ra năm 2013, tại New Orleans, và xoay quanh một hội phù thủy Salem cố gắng sống còn giữa vòng vây kẻ thù. Nội dung có các đoạn tiền truyện từ các thập niên 1830, 1910 và 1970.
Các diễn viên trở lại tham gia từ mùa trước bao gồm: Robin Bartlett, Frances Conroy, Jessica Lange, Sarah Paulson, Evan Peters, và Lily Rabe. Taissa Farmiga, Jamie Brewer, Denis O'Hare, và Alexandra Breckenridge cũng trở lại tham gia.
Như các phần trước, Hội phù thủy nhận được nhiều sự phản hồi tích cực, và rating rất mạnh, với tập mở màn đạt 5.54 triệu lượt xem. Mùa phim nhận 17 đề cử Emmy, bao gồm Giải Primetime Emmy cho phim truyền hình ngắn xuất sắc nhất và năm đề cử diễn xuất cho Jessica Lange, Sarah Paulson, Angela Bassett, Frances Conroy, và Kathy Bates, với Lange và Kathy Bates gìanh chiến thắng. Thêm vào đó, hội phù thủy được đề cử cho Giải Quả cầu Vàng cho serie hoặc phim truyền xuất sắc tại lễ trao gỉai lần thứ 71.
Trong mùa thứ năm, Khách sạn, Gabourey Sidibe tiếp tục vào vai Queenie trong tập 11 của mùa phim này.

## Cốt truyện
Câu chuyện xoay quanh một hội phù thủy Salem sinh sống tại Học viện Miss Robichaux ở New Orleans. Khi giống loài phù thủy dần suy yếu và các gia đình phù thủy lại không muốn sinh con. Họ chật vật sống còn với nhiều những mối nguy từ bên ngoài như lực lượng phù thủy Voodoo do Marie Laveau (Angela Bassett) làm thủ lĩnh và hội thợ săn phù thủy với tên gián điệp Hank (Josh Hamilton) vốn đã tiếp cận được Hiệu trưởng học viện là Cordelia Foxx (Sarah Paulson). Các học viên bao gồm Zoe Benson (Taissa Farmiga) với khả năng bẩm sinh là giết trai trên giường chỉ bằng cách làm tình, Madison Montgomery (Emma Roberts) với sức mạnh thao túng đồ vật từ xa; Queenie (Gabourey Sidibe), một con búp bê tà thuật sống và Nan (Jamie Brewer), người thấu tưởng.
Vốn tính ham muốn từ bé, phù thủy tối cao Fiona Goode (Jessica Lange) tìm mọi cách níu kéo quyền lực. Trên con đường níu kéo quyền lực, Fiona đã chạm mặt kẻ phân biệt chủng tộc bất tử Delphine LaLaurie (Kathy Bates), tên Sát nhân Người Rìu (Danny Huston), Papa Legba (Lance Reddick) và liên kết cả với kẻ thù của hội là Marie Laveau. Myrtle Snow (Frances Conroy), một người không đội trời chung với Fiona, quyết không để yên cho kẻ tham quyền cố vị đầy ích kỷ hoành hành.
Nhiều sóng gió đã xảy ra khi hội phù thủy rơi vào giai đoạn đen tối mới. Dù sức mạnh của Fiona cũng có ích khi chiến đấu với hội thợ săn phù thủy, bản tính ích kỷ của bà thì không ai chịu nổi. Sóng gió qua đi, các mối đe dọa bị dẹp yên. Như lẽ tự nhiên, Fiona không thể ngăn căn bệnh ung thư hủy diệt bà. Một cuộc thi diễn ra và Cordelia lên ngôi trong sự ủng hộ của mọi người.

## Diễn viên và nhân vật

### Chính
- Sarah Paulson vai Cordelia Foxx
- Taissa Farmiga vai Zoe Benson
- Frances Conroy vai Myrtle Snow
- Evan Peters vai Kyle Spencer
- Lily Rabe vai Misty Day
- Emma Roberts vai Madison Montgomery
- Denis O'Hare vai Spalding
- Kathy Bates vai Marie Delphine LaLaurie
- Jessica Lange vai Fiona Goode

### Khách mời đặc biệt
- Angela Bassett vai Marie Laveau
- Gabourey Sidibe vai Queenie
- Danny Huston vai Sát nhân Người Rìu
- Patti LuPone vai Joan Ramsey
- Stevie Nicks vai Stevie Nicks

### Khách mời
- Jamie Brewer vai Nan
- Josh Hamilton vai Hank Foxx
- Alexander Dreymon vai Luke Ramsey
- Lance Reddick vai Papa Legba
- Michael Cristofer vai Harrison Renard
- Leslie Jordan vai Quentin Fleming
- Robin Bartlett vai Cecily Pembroke
- Mike Colter vai David
- Riley Voelkel vai Fiona hồi trẻ
- Christine Ebersole vai Anna-Lee Leighton
- Alexandra Breckenridge vai Kaylee
- Mare Winningham vai Alicia Spencer
- Michelle Page vai Young Myrtle Snow
- Grey Damon vai Brener
- Ian Anthony Dale vai tiến sĩ David Zhong
- Lance E. Nichols vai Thanh tra Sanchez
- Grace Gummer vai Millie
- Andrew Leeds vai Bác sĩ Dunphy
- Gavin Stenhouse vai Billy
- P.J. Boudousqué vai Jimmy
- Kyle Secor vai Bill

### Phụ
- Ameer Baraka vai Bastien the Minotaur
- Dana Gourrier vai Chantal
- Raeden Greer vai Pauline LaLaurie
- Jennifer Lynn Warren vai Borquita LaLaurie
- Ashlynn Ross vai Marie Jeanne LaLaurie
- Scott Michael Jefferson vai Louis LaLaurie
- James DuMont vai Tiến sĩ Morrison

## Các tập phim
| TT. tổng thể | TT. trong mùa phim | Tiêu đề                                | Đạo diễn            | Biên kịch                  | Ngày phát hành gốc   | Mã sản xuất | Người xem tại U.S. (triệu) |
| ------------ | ------------------ | -------------------------------------- | ------------------- | -------------------------- | -------------------- | ----------- | -------------------------- |
| 26           | 1                  | "Bitchcraft"                           | Alfonso Gomez-Rejon | Ryan Murphy & Brad Falchuk | 9 tháng 10 năm 2013  | 3ATS01      | 5.54                       |
| 27           | 2                  | "Boy Parts"                            | Michael Rymer       | Tim Minear                 | 16 tháng 10 năm 2013 | 3ATS02      | 4.51                       |
| 28           | 3                  | "The Replacements"                     | Alfonso Gomez-Rejon | James Wong                 | 23 tháng 10 năm 2013 | 3ATS03      | 3.78                       |
| 29           | 4                  | "Fearful Pranks Ensue"                 | Michael Uppendahl   | Jennifer Salt              | 30 tháng 10 năm 2013 | 3ATS04      | 3.71                       |
| 30           | 5                  | "Burn, Witch. Burn!"                   | Jeremy Podeswa      | Jessica Sharzer            | 6 tháng 11 năm 2013  | 3ATS05      | 3.80                       |
| 31           | 6                  | "The Axeman Cometh"                    | Michael Uppendahl   | Douglas Petrie             | 13 tháng 11 năm 2013 | 3ATS06      | 4.16                       |
| 32           | 7                  | "The Dead"                             | Bradley Buecker     | Brad Falchuk               | 20 tháng 11 năm 2013 | 3ATS07      | 4.00                       |
| 33           | 8                  | "The Sacred Taking"                    | Alfonso Gomez-Rejon | Ryan Murphy                | 4 tháng 12 năm 2013  | 3ATS08      | 4.07                       |
| 34           | 9                  | "Head"                                 | Howard Deutch       | Tim Minear                 | 11 tháng 12 năm 2013 | 3ATS09      | 3.94                       |
| 35           | 10                 | "The Magical Delights of Stevie Nicks" | Alfonso Gomez-Rejon | James Wong                 | 8 tháng 1 năm 2014   | 3ATS10      | 3.49                       |
| 36           | 11                 | "Protect the Coven"                    | Bradley Buecker     | Jennifer Salt              | 15 tháng 1 năm 2014  | 3ATS11      | 3.46                       |
| 37           | 12                 | "Go to Hell"                           | Alfonso Gomez-Rejon | Jessica Sharzer            | 22 tháng 1 năm 2014  | 3ATS12      | 3.35                       |
| 38           | 13                 | "The Seven Wonders"                    | Alfonso Gomez-Rejon | Douglas Petrie             | 29 tháng 1 năm 2014  | 3ATS13      | 4.24                       |

## Tiếp nhận
Truyện kinh dị Mỹ: Hội phù thủy nhận phản hồi tích cực. Trang đánh giá Rotten Tomatoes khảo sát được tỷ lệ tán dương là 85% với điểm trung bình là 7.24/10, dựa trên 32 bài phê bình. Trang này nhận xét, "một dàn diễn viên ghi dấu ấn cùng cách kể chuyện ma mị,dữ dội và lôi cuốn cho American Horror Story: Coven một sự kinh dị được thiết kế đầy tiềm năng." Mùa phim đạt điểm 71 trên 100 tại Metacritic, với 24 bài phê bình được cân nhắc.
Tuy nhiên, một số nhà phê bình vẫn có ý kiến trái chiều cho Coven. The A.V. Club cho điểm thấp là D+, với Todd VanDerWerff nhận xét, "Nó say xỉn loạng choạng từ ý tưởng này sang ý tưởng khác và chẳng bao giờ đậu lại chỗ nào đủ lâu để tạo được cái gì xem được."
Trong phần đánh giá muộn sau mùa phim, The Michigan Daily cho điểm B+, đánh giá: "dù phần kết, được đặt mỹ danh là "The Seven Wonders" (Bảy kỳ quan), chưa bao giờ xứng với cái tiêu chuẩn cao mà cả mùa phim đã tự đặt cho mình, Coven vẫn sẽ còn ghi dấu ấn vững chắc." Jeff Jensen của trang Entertainment Weekly cho điểm B và viết, "Không thể chối bỏ là: qua từng tuần, sự thái quá của Coven lại buồn cười một các vi diệu. Năm tới hy vọng American Horror Story sẽ làm nhiều hơn với nỗ lực ít hơn."